# Kohler Glacier
Kohler Glacier är en glaciär i Antarktis. Den ligger i Västantarktis. Inget land gör anspråk på området. Kohler Glacier ligger 214 meter över havet.
Terrängen runt Kohler Glacier är huvudsakligen platt, men söderut är den kuperad. Trakten är obefolkad. Det finns inga samhällen i närheten.